# عبد الإله ابن كيران
عبد الإله ابن كيران (مواليد 2 أبريل 1954) هو سياسي مغربي شغل منصب رئيس الحكومة المغربية السابع عشر بين 29 نوفمبر 2011 و5 أبريل 2017 والأمين العام لحزب العدالة والتنمية المغربي منذ 20 يوليو 2008 وعضو مجلس النواب المغربي عن مدينة سلا منذ 14 نوفمبر 1997، لثلاثة ولايات (1997 و2002 و2007). استقبله الملك محمد السادس، زوال الثلاثاء 29 نوفمبر 2011 بميدلت، وعينه رئيسًا للحكومة بعد فوز حزبه بالإنتخابات المغربية سنة 2011 خلال الربيع العربي. وفاز أيضًا في الإنتخابات المغربية سنة 2016 ليكون أول رئيس مغربي يقود الحكومة لولايتين متتاليتين.
يُعدّ شخصية سياسية مثيرة للجدل، تجمع بين الخطاب الشعبوي والمرجعية الإسلامية. يُعرف بفكره المحافظ الذي يتأسس على قيم الشريعة الإسلامية، مع توظيف براغماتية سياسية تمكنه من المناورة في الساحة السياسية المغربية المعقدة. ابن كيران يدافع عن دمقرطة المؤسسات والحد من الفساد، لكنه يعتمد خطابًا مزدوجًا يجمع بين الالتزام بالقيم الإسلامية والانفتاح على التوافقات مع الأحزاب السياسية المختلفة، بما في ذلك تلك التي تختلف معه أيديولوجيًا. يتميز بشخصية كاريزمية وقدرة على استمالة الجماهير، مما جعله رمزًا للتيار الإسلامي السياسي في المغرب.
تمت إعادة انتخابه مساء السبت 30 أكتوبر 2021 أمينًا عامًا لحزب العدالة والتنمية في مؤتمر استثنائي جاء على خلفية الهزيمة المدوية الذي تلقاها الحزب الإسلامي في الانتخابات التشريعية المغربية 2021. ونال ابن كيران قرابة 82 من أصوات المؤتمرين، ليخلف رئيس الحكومة السابق سعد الدين العثماني الذي استقال غداة الضربة الموجعة التي تكبدها حزبه في الاستحقاق الأخير. ويعود ابن كيران إلى المشهد السياسي بعد خمسة أعوام على إعفائه من طرف الملك محمد السادس من رئاسة الحكومة لمرة ثانية، بعد أزمة سياسية استمرت أشهرًا.

## النشأة
وُلد عبد الإله ابن كيران في 4 أبريل 1954 بحي العكاري الشعبي في العاصمة المغربية الرباط، وسط أسرة فاسية الأصل. والده من عائلة صوفية تعمل بالتجارة عُرف بعض أبنائها بالعلم الشرعي (من بينهم العالية ابن كيران أول امرأة اعتلت كرسي العلم في مسجد القرويين). عن أمه أخذ عبد الإله الاهتمام بالسياسة والشأن العام، حيث كانت تواظب على لقاءات حزب الاستقلال.
ولج المدرسة القرآنية قبل أن يبدأ مسيرته الدراسية في مدرسة القبيبات لينضم في نهاية المطاف إلى ثانوية مولاي يوسف حيث حصل على درجة البكالوريا في عام 1973. بعد أن توجت دراسته الجامعية بحصوله على الإجازة في العلوم الفيزيائية سنة 1979، تم تعيين السيد عبد الإله ابن كيران أستاذًا في المدرسة العليا للأساتذة في الرباط، حيث عمل حتى استقالته في عام 1988 لتأسيس وإدارة مطبعة ومدرستين خاصتين.

## مسيرته السياسية

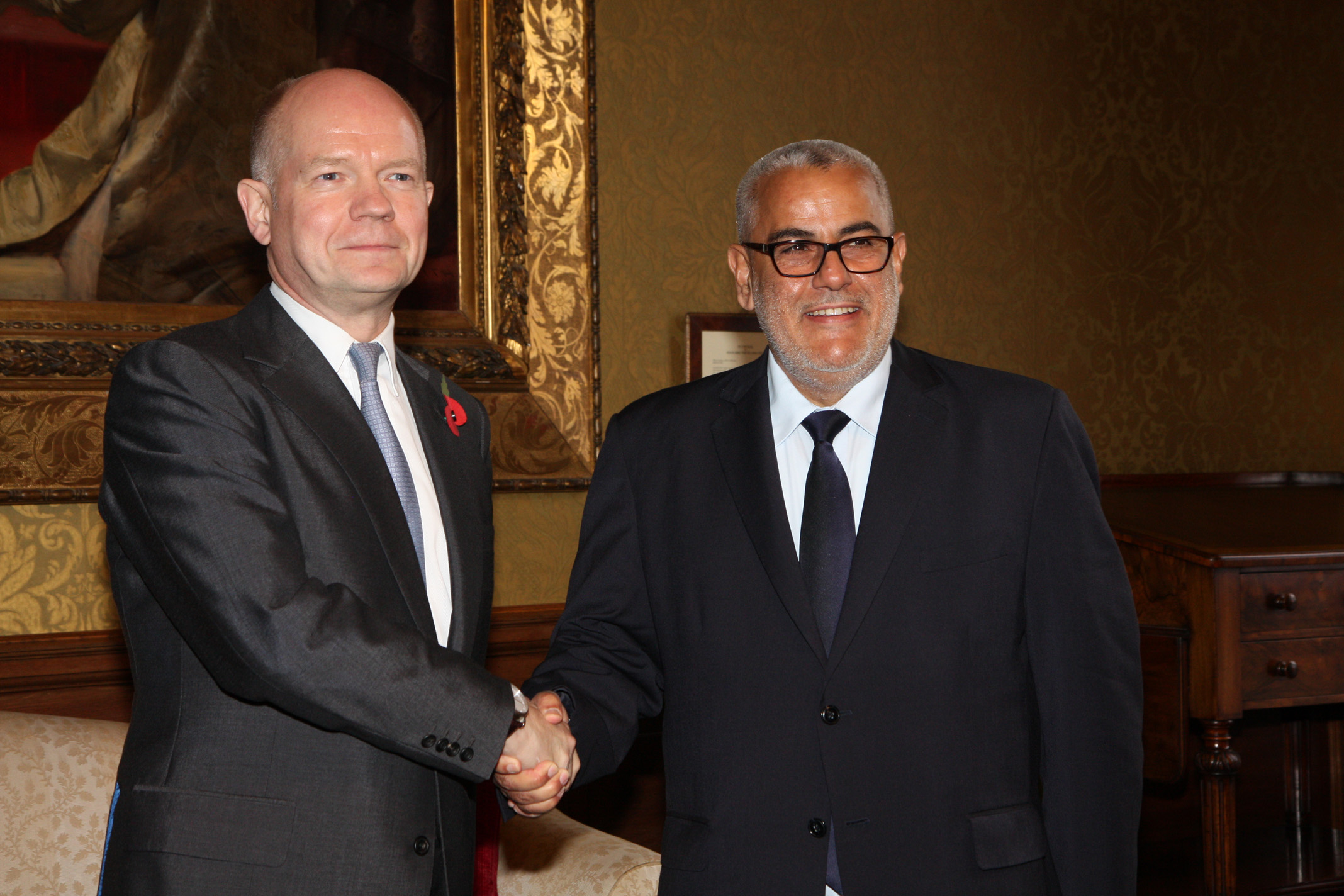
ابن كيران يلتقي وليام هيغ

تعاطف في بداية حياته مع تنظيمات يسارية (منها حركة 23 مارس) كما اقترب من حزب الاتحاد الوطني للقوات الشعبية الاشتراكي في نفس الوقت تقريبا الذي كان يتردد فيه علي حزب الاستقلال.

### الشبيبة الإسلامية
التحق بتنظيم الشبيبة الإسلامية عام 1976 بعد واقعة اغتيال الزعيم الاشتراكي عمر بنجلون والتي اتهم فيها التنظيم، فدفع ذلك مرشدها المؤسس عبد الكريم مطيع إلى الهروب خارج البلاد من الملاحقة القضائية. تدرج ابن كيران سريعاً ليصبح من قيادات التنظيم، لكنه قرر مع شباب جيله الانفصال عن الشبيبة عام 1981 احتجاجاً على طريقة إدارة المرشد (وبعد ذلك تبنت الشبيبة العنف ضد النظام كما أنها انحازت إلى انفصال منطقة الصحراء الغربية).

### الجماعة الإسلامية
أسس الشباب المنفصلون «الجماعة الإسلامية» (والتي كانت كسائر الجماعات الإسلامية سرية الطابع) وانتخب ابن كيران رئيسا للحركة عام 1986 بأغلبية تجاوزت الثلثين فقاد الحركة لفترتين متواصلتين (1986- 1994) كانتا الأهم في تاريخها. ودفعت اعتقالات «للجماعة الإسلامية» في مكناس الحركة إلى قبول دعوة عبد الإله لهجر السرية والخروج إلى العلن.
من أجل تقنين الحركة اقترح ابن كيران تغيير الاسم (بعدما أثار تحفظ الجهات الرسمية)، فغيروا اسمها عام 1988 لتصبح حركة الإصلاح والتجديد.

### تأسيس الإصلاح والتجديد
اكتمل في عهده تأسيسها وتنظيم هيكلها الإداري، ووضعت اللوائح والقوانين الداخلية، وأُسس لها مجلس شورى. دعم العمل النسوي التئاما مع مشروعه لتطبيع وضعية الحركة في المجتمع المغربي على أساس وحدة العضوية (حيث لا فرق بين الشروط للرجل والمرأة) ووحدة التنظيم، (حيث تشاركة النساء في كل هيئات الحركة بدلاً عن إقامة تنظيم منفصل لهن) والعمل المشترك (حيث يعمل الرجال والنساء بطريقة تشاركية)، واجتمعت أول مجموعة أخوات عام 1986 وفي بيته بحي الليمون في الرباط، مشكلّة نواة أول تجمع نسوي للحركة، وفي بيته أيضاً انعقد أول مؤتمر نسوي للحركة. فبرزت الحركة تحت رئاسته من تنظيم سري قيد الملاحقة لتصبح علنية لها مقرات وصحف وحزب سياسي وعضوية منظمة تقدر بنحو عشرة آلاف.

### شرعية أمير المؤمنين
تولى مع نائبه عبد الله بها عام 1990 وضع وثيقة تقبل فيها الحركة بالنظام الملكي بل وتقر فيها بإمارة المؤمنين التي تؤسس للشرعية الدينية للملك ونظامه من أجل إقرار الشرعية الدينية للملك مما يلزمه بهذه الشرعية التي تسوغ للحركة الإسلامية مساءلته عليها ومحاولة إلزامه العمل بمقتضاها: فرأيه أنّه إذا كان النظام الملكي هو الضامن لوحدة التراب المغربي فإن إمارة المؤمنين هي الضامن لإسلامية الدولة وعدم انحرافها أو سقوطها في براثن الأطروحات العلمانية الداعية للتخلص من أي مرجعية دينية. وجلبت الوثيقة معارضة شرسة من المكتب التنفيذي للحركة، فوضع ابن كيران وبها استقالتهما تحت تصرف قيادة الحركة، لكنها انتهت إلى القبول بالوثيقة بعد إعادة صياغتها.

### لم شمل الحركات الإسلامية
دخلت الحركة في حوار مع بعض مكونات العمل الإسلامي (مثل رابطة المستقبل الإسلامي مضمنة أحمد الريسوني وجمعية الشروق الإسلامية وجمعية الدعوة الإسلامية بقيادة عبد السلام الهراس) أدت عام 1996 لوحدة أثمرت حركة التوحيد والإصلاح. وقاد مبادرة لمشاركة الحركة في العمل الحزبي من خلال تأسيس «حزب التجديد الوطني» لكن رفضت الدولة الترخيص له، ففاوض عبد الكريم الخطيب لإدخال الحركة في حزبه (الحركة الشعبية الدستورية الديمقراطية والذي تحول إلى حزب العدالة والتنمية)، وظل مسئولاً عن إدارة ملف الحزب طوال رئاسته للحركة وحتى انتخاب سعد الدين العثماني أميناً عاماً للحزب. وأخيراً انتخب أميناً عاماً لحزب العدالة والتنمية المغربي، حاصلاً على 684 صوت مقابل منافسيه سعد الدين العثماني (495 صوت) وعبد الله بها (14 صوت).

## فكره
يتبنى عبد الإله ابن كيران رؤية سياسية تقوم على فكرة أن التغيير الحقيقي يبدأ من المجتمع نفسه، وأن دور الحركات الإسلامية لا ينبغي أن ينحصر في السعي للوصول إلى السلطة، بل في التركيز على إصلاح القيم وتربية الأفراد. يؤمن بأن الوصول إلى الحكم ليس هدفًا في حد ذاته، بل نتيجة طبيعية لتغير المجتمع نحو الأفضل. من وجهة نظره، فإن طلب الحكم بشكل مباشر قد يؤدي إلى وضع الحركة في نفس الإطار الذي تواجهه الأنظمة التقليدية، مما يعرضها لنفس الانتقادات والمخاطر التي قد تعيق مسيرتها الإصلاحية.
يركز ابن كيران في خطابه على أهمية العمل الدعوي والتربوي كأولوية، مع الحرص على عدم التورط في صراعات سياسية قد تؤثر على أهداف الحركة بعيدة المدى. يتميز أسلوبه بالبراغماتية، حيث يسعى لتحقيق التوازن بين الالتزام بالمبادئ الإسلامية ومواكبة التحولات السياسية والاجتماعية. خطابه السياسي غالبًا ما يتميز بالعفوية والبساطة، مما جعله قريبًا من مختلف فئات المجتمع. هذه القدرة على التواصل مع الجمهور، مع الحفاظ على وضوح الرؤية الفكرية، ساعدته في بناء قاعدة جماهيرية واسعة وأثبتت قدرته على المناورة في بيئة سياسية معقدة.

## الإنتقاد
يعتبر شخصية مثيرة للجدل، إتهمه البعض بالتساهل مع الدولة. ويبرر مؤيدوه تلك الاتهامات بأنها نتائج نمطه المؤسسي الغير كارزمي للقيادة، والإسراع بالحركة نحو أفكار ومبادرات متقدمة وصعبة، ونزع الفتيل بين الحركة الإسلامية والدولة.
و يعارض ابن كيران نمط «القيادة الأبوية» (أنه لا يمكن للإنسان السير إلى الله إلا بشيخ أو مرشد) وهو النمط الذي يتبعه عبد السلام ياسين (مؤسس ومرشد جماعة العدل والإحسان).

## مؤلفاته
• الحركة الإسلامية وإشكالية المنهج (1999، منشورات الفرقان)